# Kommunalfullmäktige
Kommunalfullmäktige var åren 1863–1971 benämningen på det högsta politiskt beslutande valda organet i en landskommun eller köping i Sverige. Stadsfullmäktige var namnet på motsvarande organ för stadskommuner i Sverige.
Begreppet köpingsfullmäktige användes ibland inofficiellt i Sverige, särskilt i de fall då det fanns en köping och en landskommun med samma namn. Kommunreformen 1971 ersatte både kommunalfullmäktige och stadsfullmäktige med kommunfullmäktige.